# 학동로 (함평군)
학동로(Hakdong-ro)는 전라남도 함평군 학교면 학다리삼거리 에서 함평군 신광면 장산 교차로  를 잇는 전라남도의 도로이다. 

## 주요 경유지
전라남도
- 함평군 (학교면 . 대동면 . 신광면)

## 노선
| 이름                | 접속 노선                            | 소재지 | 소재지 | 비고 |
| ------------------- | ------------------------------------ | ------ | ------ | ---- |
| 학다리삼거리        | 국도 제1호선 (영산로)                | 함평군 | 학교면 |      |
| 군정교              |                                      | 함평군 | 학교면 |      |
| 학교면마산리 교차로 | 학교화산길                           | 함평군 | 학교면 |      |
| 동함평 교차로       | 12호선 무안광주고속도로 동함평산단길 | 함평군 | 학교면 |      |
| 항교 교차로         | 국도 제24호선 (함장로)               | 함평군 | 학교면 |      |
| 향교사거리          | 영수길 대동길                        | 함평군 | 대동면 |      |
| 덕산삼거리          | 올림픽로                             | 함평군 | 대동면 |      |
| 용현교              |                                      | 함평군 | 대동면 |      |
| 금운교              |                                      | 함평군 | 대동면 |      |
| 가덕삼거리          | 국도 제23호선 (함영로)               | 함평군 | 신광면 |      |
| (삼거리)            | 국도 제23호선 (함영로)               | 함평군 | 신광면 |      |
| 장산교              |                                      | 함평군 | 신광면 |      |
| 장산 교차로         | 국도 제23호선 (함영로)               | 함평군 | 신광면 |      |